# Albrecht-Bengel-Haus
Koordinaten: 48° 30′ 23″ N, 9° 3′ 1″ O
Das Albrecht-Bengel-Haus (ABH) ist ein Studienhaus evangelikaler Prägung für evangelische Theologiestudenten der Universität Tübingen. Es wurde nach dem pietistischen Theologen Johann Albrecht Bengel benannt.

## Geschichte
Der Verein Albrecht-Bengel-Haus e. V. wurde am 27. Dezember 1969 von Pietisten und konservativen kirchlichen Gruppierungen gegründet, um Theologiestudenten eine geistliche Lebensgemeinschaft zu ermöglichen und sie in helfender, kritischer und ergänzender Begleitung des normalen Studiengangs wissenschaftlich zu unterstützen. Vorsitzender des Trägervereins ist seit 2022 Andreas Streich.
1970 begann man mit dem Umbau eines Wohnhauses in der Tübinger Gartenstrasse zu einem Studentenwohnheim mit 11 Zimmern. Der erste Studienleiter war der Dekan des Kirchenbezirks Heidenheim und ehemaliger Stiftsrepetent, Walter Tlach, erster ehrenamtlicher Rektor war der Tübinger Missionswissenschaftler und Hochschullehrer Peter Beyerhaus.

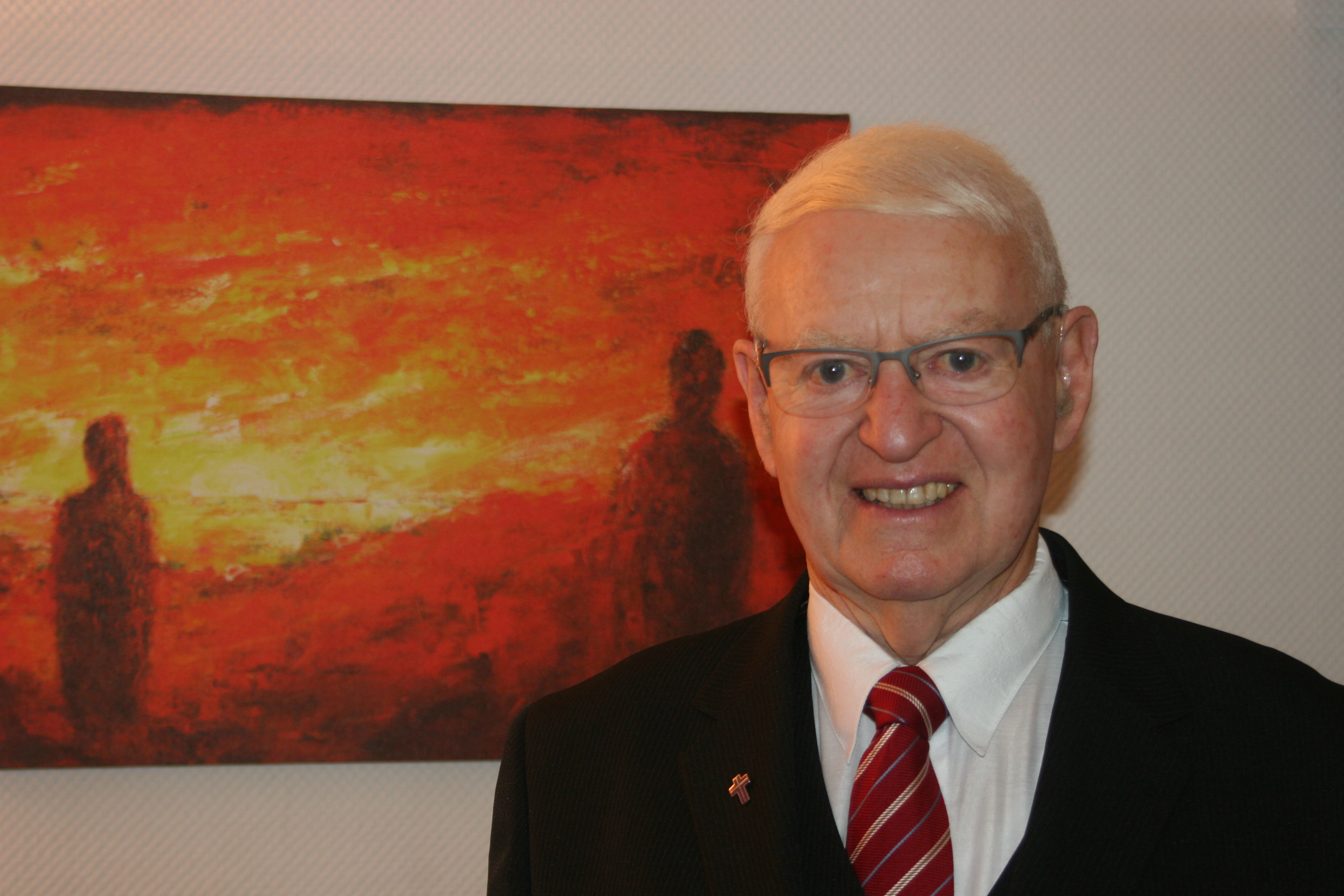
Gerhard Maier Studienleiter 1973–1980, Rektor 1980–1995

1973 wurde Gerhard Maier, der spätere Bischof der Evangelischen Landeskirche in Württemberg, Studienleiter. Die steigenden Studentenzahlen führten bald zu akuter Raumnot. Daher wurde ein Teil des Karl-Heim-Hauses (eines Studentenwohnheims der Evang. Landeskirche) in der Tübinger Weststadt zusätzlich angemietet. Im Herbst 1977 konnte ein Neubau in Tübingen-Derendingen mit Platz für 76 Studenten („A-Bau“ und „B-Bau“) eingeweiht werden. Gerhard Maier wurde 1980 Rektor des ABH. Unter seinem Rektorat entstand 1987 ein Erweiterungsbau („C-Bau“) in der Ludwig-Krapf-Straße, sodass das Haus insgesamt 95 Studentenzimmer, drei Mitarbeiterwohnungen, eine große Bibliothek sowie Seminar- und Büroräume umfasste.
Von 1995 bis 2009 war Rolf Hille Rektor in Nachfolge von Gerhard Maier. Unter Hille wurde zur Förderung der Doktorandenarbeit im ABH ein weiteres Gebäude errichtet („D-Bau“) und im Juni 2009 eingeweiht. Es umfasst neben vier Doktorandenwohnungen, einem Andachtsraum, einem Seminarraum und einem Vorlesungsraum auch eine Cafeteria/Begegnungsraum. Zugleich wurde die bestehende Bibliothek mit ihren Arbeitsplätzen in den früheren Andachtsraum hinein erweitert. Am 1. September 2009 übernahm Rolf Sons das Rektorat, dem im September 2016 Clemens Hägele folgte. Seit 2018 ist Roland Deines als Nachfolger von Rainer Riesner zuständig für die internationale Doktorandenarbeit des Albrecht-Bengel-Hauses.
Das ABH ist als theologische Ausbildungsstätte dem Evangelischen Gnadauer Gemeinschaftsverband angeschlossen. Es hat in den ersten 50 Jahren rund 1.000 Studenten fachlich und geistlich begleitet.
2022 wurde das Online-Angebot „Bengel Theke“ eingerichtet, das Vorträge und Bibelarbeiten von den Dozenten des Hauses enthält.
Zum Kollegium gehören Matthias Deuschle (Rektor), die Pfarrer Friedemann Fritsch, Maike Sachs, Andreas Schmierer sowie die Religionslehrerin Caroline Quiring.

## Zielsetzung
Seine Hauptaufgabe sieht das Haus in der Studienbegleitung der knapp 120 Studenten. Diese Studienbegleitung ist nach den besagten Schwerpunkten Bibeltreue, Gemeinschaft und Gemeindearbeit ausgerichtet: Das Albrecht-Bengel-Haus vertritt eine sogenannte „biblische Theologie“ als Alternative zur gängigen historisch-kritischen Methode und will die Studenten in der Entwicklung und Vertiefung ihrer persönlichen Spiritualität, in ihrer Entwicklung zu konflikt- und teamfähigen Persönlichkeiten, beim besseren Verstehen von Kultur und Gesellschaft und in der Vorbereitung auf den künftigen Dienst in Kirchengemeinde, Schule und Mission unterstützen.
Dementsprechend umfasst die Bewerbung um die Studienbegleitung die Darstellung des „geistlichen Werdegangs“ und die schriftliche Selbstverpflichtung der Studenten zu den Grundsätzen des Hauses, unter anderem zur göttlichen Autorität und Einheit der Bibel sowie zum Warten mit dem Geschlechtsverkehr bis zur Eheschließung im Sinne der Keuschheitsbewegung. Alle Bewerber müssen den Wunsch hegen, „der Kirche später als Pfarrer, Prediger, Lehrer oder Missionar zu dienen“, so die Grundordnung des Hauses.

## Organisation

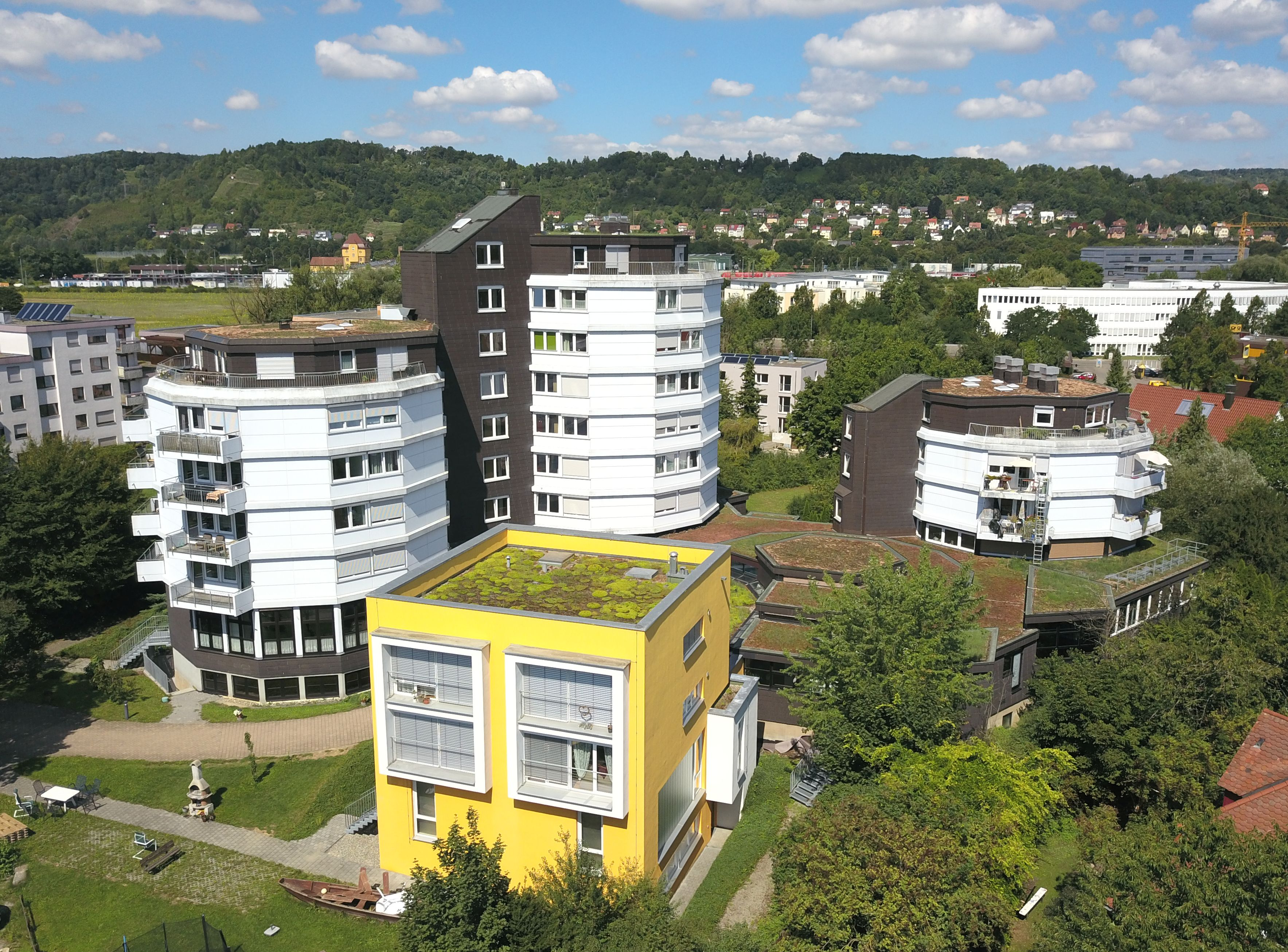
Albrecht-Bengel-Haus

Die Studenten wohnen im Haus selber, in Tübingen oder in umliegenden Gemeinden. Die Studienbegleitung und das Wohnen im Haus stehen ausdrücklich nicht nur Theologiestudenten zur Verfügung. Insgesamt betreuen im Moment sechs Lehrkräfte jeweils kleine Studentengruppen (sog. Konvente von ca. 15 bis 25 Studenten). Die Themen, die in diesen Konventen behandelt werden, sollen sich an einen festgelegten Lehrplan halten. Zwei studentische Haussprecher unterstützten die Hausleitung in organisatorischen Angelegenheiten, die die Studenten betreffen. Außerdem sollen diese Haussprecher das Zusammenleben der Studenten auf den Stockwerken verbessern, wobei sie von je einem Stockwerkssprecher pro Stockwerk unterstützt werden. Rektor ist seit September 2023 Matthias Deuschle.
Neben den angebotenen Wohnungen für Studenten, Doktoranden und Gäste werden durch einen hauseigenen ABH-Missionszweig ausgewählte Mitarbeiter und Studenten der Kirche Jesu Christi in aller Welt gefördert. Getragen wird dieses freie Missionswerk durch Spenden des gleichnamigen Freundeskreises und über eine gleichnamige Stiftung.
Die „Bengel“, wie sich die Studenten dieses Hauses nennen, stehen in gutem Kontakt zu den „Stiftlern“ des Tübinger Evangelischen Stift, mit denen jedes Semester ein Fußballspiel ausgetragen wird (Stiftskick).
Außerdem findet jedes Semester abwechselnd eine Begegnung mit dem Wilhelmsstift und dem Evangelischen Stift statt.
Den Studenten steht auch ein Stocherkahn, der nach Bengels Frau Johanna Regina benannt ist, zur Verfügung.

## Liste bedeutender ehemaliger ABH-Studierender
- Rolf Hille (* 1947), Theologe
- Ulrich Mack (* 1951), Theologe
- Peter Hahne (* 1952), Fernsehredakteur, Journalist
- Hans-Martin Kirn (* 1953), Theologe
- Christian Rose (* 1955), Theologe
- Uwe Swarat (* 1955), Theologe
- Thomas Pola (* 1956), Theologe
- Peter Zimmerling (* 1958), Theologe
- Markus Bockmuehl (* 1961), Theologe
- Jörg Frey (* 1962), Theologe